# 로어캐나다
로어캐나다주(프랑스어: Province du Bas-Canada) 또는 간략히 로어캐나다는 영국령 북아메리카 지역 중 세인트로렌스강의 하류와 세인트로렌스만 일대를 일컫는 말이었다. 이 지역은 오늘날 퀘벡주와 뉴펀들랜드 래브라도의 래브라도섬을 포괄하는 지역이었다. 1809년 래브라도 섬은 뉴펀들랜드에 반환되었지만 나머지 지역은 여전히 로어캐나다 지역으로 유지되었다. 로어캐나다는 과거 누벨프랑스의 캐나다 지역 일부를 구성하고 있었는데, 1763년 프렌치 인디언 전쟁 당시 영국에 의해 정복된 지역을 포함하고 있었다. 영국이 점령한 다른 식민지는 이후 노바스코샤주, 뉴브런즈윅주, 프린스에드워드아일랜드주가 되었다
로어캐나다는 "1791년 헌법"에 따라 영국 식민지였던 퀘벡 지방을 분할해서 생겨난 지역이었다. 이 헌법은 퀘벡 지역을 어퍼캐나다와 로어캐나다로 나누었다. "로어"라는 단어는 어퍼캐나다보다 세인트로렌스강 하류에 위치했다고 하여 붙여진 이름이었다. 1841년 어퍼캐나다와 로어캐나다는 캐나다주로 합병되었다.

## 역사
로어캐나다는 1790년에 영국 의회를 통과한 식민지 통치법(Constitutional Act)에 의해, 지금까지의 퀘벡 식민지(1763-1791)가 어퍼캐나다와 로어캐나다로 분할되어 1791년 12월 26일에 각각 하나의 정치 체제가 되었다.
로어캐나다는 이전의 프랑스 식민지 누벨프랑스의 일부이며, 7년 전쟁(또는 프렌치 인디언 전쟁)에서 영국이 승리한 후 조약에 의해 영국에 할양된 것으로, 프랑스계 캐나다인이 많이 살고에 있었다. 영국에 할양된 누벨프랑스의 다른 지역은 노바스코샤, 뉴브런즈윅과 프린스 에드워드 아일랜드의 각 식민지가 되었다.
미영 전쟁(1812-1815) 때 로어캐나다도 세인트로렌스강 상류에서 미합중군의 침략을 받았지만 반전시키는데 성공했다.

## 반란
로어캐나다에서도 어퍼캐나다와 마찬가지로 자치 정부가 만들어져 있었지만 영국 정부의 통치에 대한 불만이 커져고, 정치적 불안정이 고조되어 반란으로 이어졌다. 어퍼캐나다와의 차이는 프랑스계 캐나다인이 압도적으로 많다는 사정이 프랑스 시민법과 가톨릭 신앙을 계속할 수 있었다. 인구의 소수를 차지하는 영국인에게 시민이 좌지우지되고 게다가 영국 본국의 의향에 따라서 주류였던 정부에 1837년에 ‘책임있는 정부’를 요구하며, 애국자의 무장 봉기가 일어났다. 때를 같이하여 어퍼캐나다 반란이 실패한 후에도 1838년까지 반항이 반복되었다. 이 반란이 영국군과 왕당파 지원병에게 제압된 후 식민지 통치법은 보류되었고, 영국 본국에서 식민지를 관할하는 로우 캐나다 특별위원회가 지명되었다.
로어캐나다와 어퍼캐나다 정부는 1841년에 폐지되고 1840년 7월 23일에 제정된 연합법이 발효되었다. 그 결과, 로어캐나다와 어퍼캐나다는 캐나다 지방(1841-1866)이라는 하나의 정치 체계로 통일되었다.

## 헌법

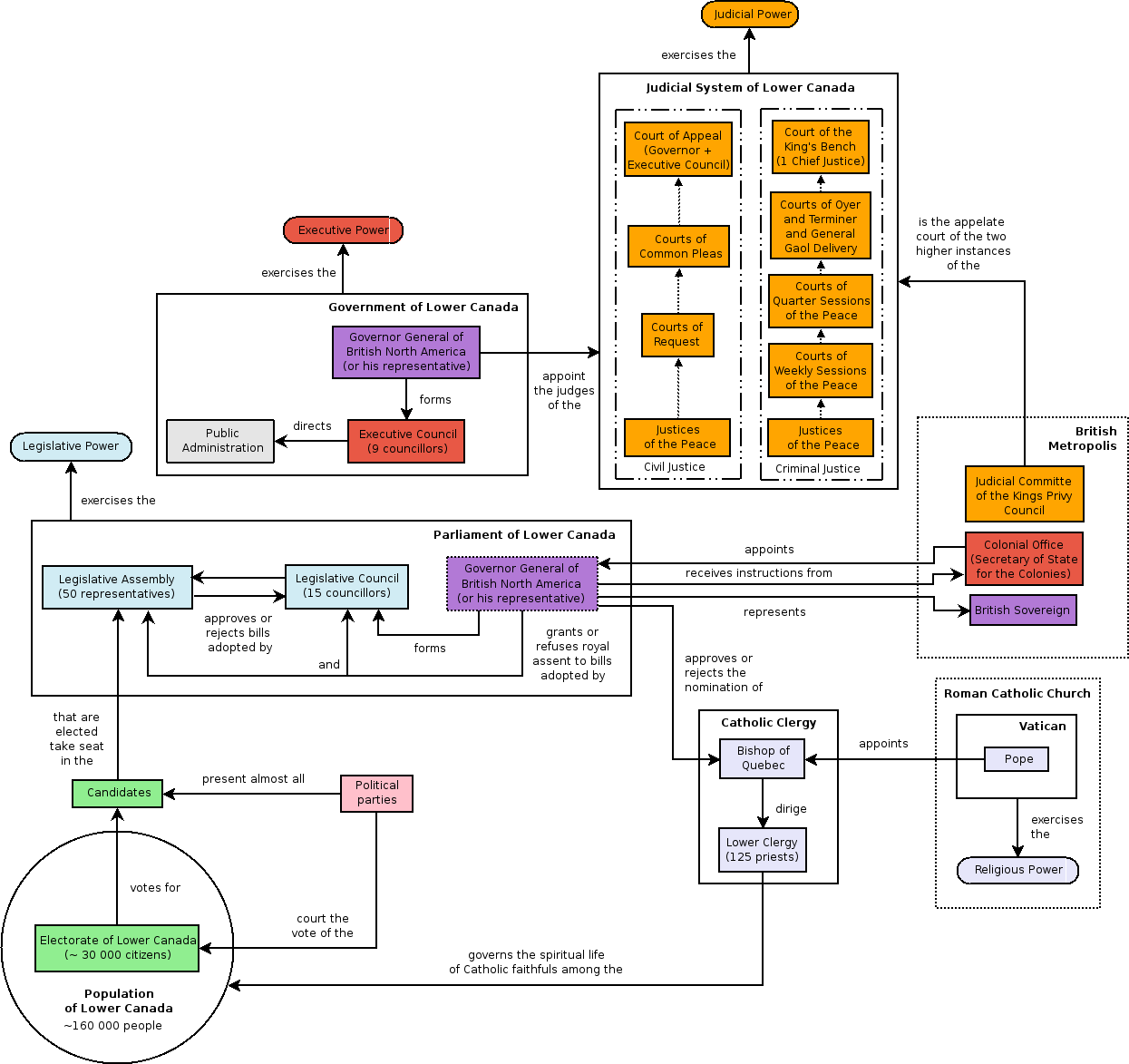
1791년 제정된 헌법 체계

로어캐나다는 이전 퀘벡 식민지 시대에 있던 프랑스와 영국의 제도를 혼합한 헌법을 계승했다. 이것은 캐나다 지방에서도 또 1867년의 영국령 북아메리카 법에 캐나다 연방이 만들어졌을 때, 캐나다 지방은 다시 원래 경계로 나뉘어 온타리오와 퀘벡이 되었지만, 새로운 퀘벡주에서도 인계되게 되었다.

## 같이 보기
- 프렌치 인디언 전쟁
- 영국과 프랑스의 북아메리카 식민지 전쟁
- 프랑스 식민제국
- 반란
- 더 캐나다스
- 어퍼캐나다